# Структура горных пород
Структура — 1. для магматических и метаморфических пород, совокупность признаков горной породы, обусловленная степенью кристалличности, размерами и формой кристаллов, способом их сочетания между собой и со стеклом, а также внешними особенностями отдельных минеральных зёрен и их агрегатов (например, порфировая структура, порфиробластическая структура). Структурные признаки магматических и метаморфических пород связаны с процессами кристаллизации и изменения минералов. Структура является важнейшим диагностическим и классификационным признаком горных пород, наряду с минеральным и химическим составом. Кроме вышеперечисленных структур магматических горных пород, различаются также структуры: крупнокристаллическая (размеры зёрен от 10 до 30 мм), мелкокристаллическая (размеры зерен менее 1 мм), равномернозернистая, неравномернозернистая, стекловатая, и т. д.
2. В тектонике структура — это пространственная форма залегания горных пород. Термин тектоническая структура или структура применяется очень широко. Говорят о структуре Земли в целом, о структуре отдельных её областей, районов и небольших участков. Часто структурой называют различные типы складок, поднятий, куполов и другие элементарные формы залегания горных пород. В нефтяной геологии под структурой понимают приподнятые положительные тектонические формы (антиклинальные, брахиантиклинальные, диапировые и другие складки, купола, своды и прочее), благоприятные для образования залежей нефти и газа.